# Yiqi
Yiqi (kinesiska: 奕棋) är en köping i östra Kina. Den ligger i stadsdistriktet Tunxi i staden Huangshan i provinsen Anhui, omkring 260 kilometer söder om provinshuvudstaden Hefei. Antalet invånare är 11 007. Befolkningen består av 5 263 kvinnor och 5 744 män. Barn under 15 år utgör 12,0 %, vuxna 15-64 år 78 %, och äldre över 65 år 9,0 %.